# Brachirus sorsogonensis
Brachirus sorsogonensis е вид лъчеперка от семейство Soleidae.

## Разпространение
Видът е разпространен в Самоа и Филипини.

## Описание
На дължина достигат до 23 cm.